# نیاپرندگان
نیاپرندگان یا دیرینه‌مرغان (نام علمی: Archaeopterygidae) نام یک تیره از رده پرنده است.